# نجع مازن غرب
قرية نجع مازن غرب هي إحدى القرى التابعة لمركز البلينا بمحافظة سوهاج في جمهورية مصر العربية. حسب إحصاءات سنة 2006، بلغ إجمالي السكان في نجع مازن غرب 4911 نسمة، منهم 2245 رجل و2666 امرأة.